# 게르만 신화의 신 목록
이 문서는 북유럽 신화를 비롯하여 게르만계 민족의 신화에 등장하는 신들의 목록이다.

## 남신
| 이름 | 이름의 의미                                                                         | 배우자 또는 성관계 상대자                                                     | 자식                                               | 등장 문헌 |
| --- | ----------------------------------------------------------------------------------- | ----------------------------------------------------------------------------- | -------------------------------------------------- | --- |
| 발드르(고대 노르드어: Baldr, 고대 영어: Bældæg                                                                       | 노르드어 이름의 의미는 의견 분분. 앵글로색슨어 이름은 직역하면 “찬란한 낮”이라는 뜻 | 난나                                                                          | 포르세티                                           | 《메르제부르크 주문서》, 《고 에다》, 《신 에다》, 《데인인의 사적》, 《레제 연대기》, 《베오울프》                                     |
| 브라기(고대 노르드어: Bragi)                                                                                         | ‘시(詩)’를 의미하는 ‘브라그’(Bragr)와 연관이 있는 듯.                               | 이둔                                                                          | 언급 없음                                          | 《고 에다》, 《신 에다》, 그 외 스칼드 시가들                                                                                           |
| 델링그(고대 노르드어: Dellingr)                                                                                      | “새벽 여명” 또는 “찬란한 자”                                                        | 노트                                                                          | 다그르                                             | 《고 에다》, 《신 에다》 |
| 포르세티(고대 노르드어: Forseti)                                                                                     | “우두머리”                                                                          | 언급 없음                                                                     | 언급 없음                                          | 《고 에다》, 《신 에다》 |
| 프레이(고대 노르드어: Freyr), 프레아(고대 영어: Frea), 윙비(고대 노르드어: Yngvi), 잉그(고대 영어: Ing)              | “군주”                                                                              | 게르드                                                                        | 푤르니르                                           | 《함부르크 교구 주교들의 사적》, 《고 에다》, 《신 에다》, 《헤임스크링글라》, 《오그문드 뒤트의 사트르》, 《데인인의 사적》, 그외 등등 |
| 헤임달(고대 노르드어: Heimdallr)                                                                                     | “세계를 밝히는 자”                                                                  | 언급 없음                                                                     | 언급 없음                                          | 《고 에다》, 《신 에다》 |
| 헤르모드(고대 노르드어: Hermóðr, 고대 영어: Heremod)                                                                 | “전쟁의 투혼”                                                                       | 언급 없음                                                                     | 스키파                                             | 《고 에다》, 《신 에다》, 《베오울프》, 앵글로색슨 왕실 족보들                                                                          |
| 호드(고대 노르드어: Höðr)                                                                                            | “전사”                                                                              | 언급 없음                                                                     | 언급 없음                                          | 《고 에다》, 《신 에다》, 《데인인의 사적》, 《레제 연대기》, 《베오울프》                                                              |
| 회니르(고대 노르드어: Hœnir)                                                                                         | 의견 분분함                                                                         | 언급 없음                                                                     | 언급 없음                                          | 《고 에다》, 《신 에다》, 그 외 스칼드 시가들                                                                                           |
| 로두르(고대 노르드어: Lóðurr)                                                                                        | 의견 분분함                                                                         | 언급 없음                                                                     | 언급 없음                                          | 《고 에다》, 그 외 스칼드 시가들 |
| 로키(고대 노르드어: Loki)                                                                                            | 의견 분분함                                                                         | 시귄, 앙그르보다, 스바딜파리                                                  | 나르피, 발리, 펜리르, 헬, 요르문간드, 슬레이프니르 | 《고 에다》, 《신 에다》, 《헤임스크링글라》, 《로키의 사트르》, 노르웨이의 룬 시가들, 덴마크 민담들 등                                 |
| 메일리(고대 노르드어: Meili)                                                                                         | “사랑스러운 존재”                                                                   | 언급 없음                                                                     | 언급 없음                                          | 《고 에다》, 《신 에다》 |
| 뇨르드(고대 노르드어: Njörðr)                                                                                        | 의견 분분함                                                                         | 스카디, 이름 불명의 여동생 하나                                               | 프레이, 프레이야                                   | 《고 에다》, 《신 에다》, 《헤임스크링글라》, 《에길의 사가》, 《하우크의 서》, 지명의 어원 등                                          |
| 오딘(고대 노르드어: Óðinn), 보덴(서게르만어: Wōden), 보타나츠(게르만조어: Wōdanaz) 오딘의 이름 목록 참조.            | “광란”                                                                              | 프리그(배우자), 스카디(《헤임스크링글라》에만 언급됨), 군로드, 요르드, 린드르 | 오딘의 자식 목록 참조                              | 고대 게르만 종교의 거의 모든 요소에 등장                                                                                                |
| 오드(고대 노르드어: Óðr)                                                                                             | “미친놈”                                                                            | 프레이야                                                                      | 흐노스, 게르세미                                   | 《고 에다》, 《신 에다》 |
| 세악스네아트(고대 색슨어:Saxnōt, 고대 영어: Saxnat)                                                                  | 의견 분분함                                                                         | 언급 없음                                                                     | 언급 없음                                          | 고대 색슨의 세례 의식, 고대 영국 왕실 족보                                                                                              |
| 토르(고대 노르드어: Þórr, 고대 영어: Þunor), 써나에르(고대 색슨어: Thunaer (Old Saxon)), 도나르(남방게르만어: Donar) | “천둥”. 모두 게르만조어 ÞunraR에서 파생된 이름이다.                                 | 시프(배우자), 야른삭사                                                        | 모디와 마그니, 스루드                              | 고대 게르만 종교의 거의 모든 요소에 등장                                                                                                |
| 튀르(고대 노르드어: Týr), 튜, 티그(고대 영어: Tīw, Tīg)                                                              | “신(神)”. 게르만조어 티와츠(*Tīwaz)가 어원                                          | 이름 불명. 아마도 치사                                                        | 언급 없음                                          | 《고 에다》, 《신 에다》, 스칼드 시가들, 하드리아누스의 벽 제단                                                                         |
| 울르(고대 노르드어: Ullr)                                                                                            | “영광” 또는 그 비슷한 의미                                                          | 언급 없음                                                                     | 언급 없음                                          | 《고 에다》, 《신 에다》, 스칼드 시가들, 《데인인의 사적》, 토르스베르크 칼집쇠, 노르웨이와 스웨덴의 지명들                             |
| 발리(고대 노르드어: Váli)                                                                                            | “전투의 살인” 또는 그 비슷한 의미                                                   | 언급 없음                                                                     | 언급 없음                                          | 《고 에다》, 《신 에다》, 《데인인의 사적》(보우스Bous라는 이름으로 언급)                                                               |
| 비다르(고대 노르드어: Viðarr)                                                                                        | 아마도 “광범위한 지배자”                                                            | 언급 없음                                                                     | 언급 없음                                          | 《고 에다》, 《신 에다》 |
| 베이(고대 노르드어: Vé                                                                                               | “성지”                                                                              | 아마도 프리그                                                                 | 언급 없음                                          | 《고 에다》, 《신 에다》 |
| 빌리(고대 노르드어: Vili)                                                                                            | “의지(will)”                                                                        | 아마도 프리그                                                                 | 언급 없음                                          | 《고 에다》, 《신 에다》 |

## 여신
| 이름                                                      | 이름의 의미 | 배우자 또는 성관계 상대자     | 자식                       | 등장 문헌                                                               |
| --------------------------------------------------------- | --- | ----------------------------- | -------------------------- | ----------------------------------------------------------------------- |
| 바두헨나(라틴화 게르만어: Baduhenna)                      | ‘바두’(Badu-)는 “전투”를 의미하는 게르만조어 ‘바드와’(*badwa-)와 어원이 같은 듯 하다. “헨나”(-henna)는 수간호사들의 이름에 자주 나타나는 ‘헤내’(-henae)와 관련이 있는 듯. | 언급 없음                     | 언급 없음                  | 타키투스의 《연대기》                                                   |
| 빌(고대 노르드어: Bil)                                    | 의견 분분함 | 언급 없음                     | 언급 없음                  | 《신 에다》                                                             |
| 베윌라(고대 노르드어: Beyla)                              | “암소”, “콩”, “꿀벌” 등이 제안됨. | 뷔그비르                      | 언급 없음                  | 《고 에다》                                                             |
| 에이르(고대 노르드어: Eir)                                | “평화, 관용” 또는 “도움, 자비” | 언급 없음                     | 언급 없음                  | 《고 에다》, 《신 에다》                                                |
| 에오스트레(고대 영어: Ēostre)                             | “동쪽” | 언급 없음                     | 언급 없음                  | 《시간의 계산》                                                         |
| 프레이야(고대 노르드어: Freyja) 프레이야의 이름 목록 참조 | “숙녀” | 오드, 프레이                  | 흐노스, 게르세미           | 《고 에다》, 《신 에다》, 《헤임스크링글라》, 《소를리의 사트르》       |
| 프리그(고대 노르드어: Frigg)                              | “사랑”이라는 의미의 인도유럽어족 어근에서 유래 | 오딘                          | 발드르                     | 《고 에다》, 《신 에다》, 《데인인의 사적》, 《랑고바르드의 역사》      |
| 풀라(고대 노르드어: Fulla)                                | 아마도 “너그러운” | 언급 없음                     | 언급 없음                  | Merseburg Incantations, 《신 에다》                                     |
| 게피온(고대 노르드어: Gefjun)                             | “기부(giving)”와 관계가 있음. | 스쿌드, 이름 불명의 요툰 하나 | 거세한 수소 네 마리        | 《신 에다》, 《윙링 그 일족의 사가》, 《볼시의 사트르》                 |
| 게르세미(고대 노르드어: Gersemi)                          | “보물, 귀중한 물건” | 언급 없음                     | 언급 없음                  | 《헤임스크링글라》                                                      |
| 게르드(고대 노르드어: Gerðr)                              | “울타리에 갇힌” | 프레이                        | 푤니르(《헤임스크링글라》) | 《고 에다》, 《신 에다》, 《헤임스크링글라》                            |
| 그나(고대 노르드어: Gná)                                  | “발사하다”라는 의미의 노르드어 ‘그네파’(Gnæfa)와 관계 있는 듯. | 언급 없음                     | 언급 없음                  | 《신 에다》                                                             |
| 굴베이그(고대 노르드어: Gullveig)                         | 의견 분분함 | 언급 없음                     | 언급 없음                  | 《고 에다》                                                             |
| 하리아사(Hariasa)                                         | “머리터럭이 많은 여신”, ‘헤르야’(Herja)라는 이름의 발키리와 관계가 있는 듯.                                                                                               | 언급 없음                     | 언급 없음                  | 도이치 쾰른에서 발견된 돌(CIL XIII 8185)                                |
| 헬(고대 노르드어: Hel)                                    | “무언가를 가리거나 숨기는 자” | 뒤그비(《윙링아탈》)          | 언급 없음                  | 《고 에다》, 《신 에다》, 《윙링아탈》                                  |
| 흘린(고대 노르드어: Hlín)                                 | “보호하다”라는 의미의 노르드어 단어 ‘흘레이니르’(hleinir)와 관계가 있는 것으로 보인다.                                                                                    | 언급 없음                     | 언급 없음                  | 《고 에다》, 《신 에다》                                                |
| 흐레타(고대 영어: Hretha                                  | “유명한 자” 또는 “승리한 자” | 언급 없음                     | 언급 없음                  | 《시간의 계산》                                                         |
| 흐노스(고대 노르드어: Hnoss)                              | “보물” | 언급 없음                     | 언급 없음                  | 《신 에다》                                                             |
| 일름(고대 노르드어: Ilmr)                                 | “기분좋은 향기”를 의미하는 노르드어 남성명사 ‘일름’(ilmr)과 유관계할 가능성 있음.                                                                                         | 언급 없음                     | 언급 없음                  | 《신 에다》, 스칼드 시가들                                              |
| 이둔(고대 노르드어: Iðunn)                                | 아마도 “영원한 젊음” | 브라                          | 언급 없음                  | 《고 에다》, 《신 에다》                                                |
| 이르파(고대 노르드어: Irfa)                               | 아마도 “어두운 갈색” | 언급 없음                     | 언급 없음                  | 《욤스바이킹의 사가》, 《냘의 사가》                                    |
| 로픈(고대 노르드어: Lofn)                                 | “찬사”와 관계가 있는 듯. | 언급 없음                     | 언급 없음                  | 《신 에다》                                                             |
| 난나(고대 노르드어: Nanna)                                | “어머니”를 의미하는 ‘난나’(nanna) 또는 “소중한 존재”라는 의미의 ‘난스’(nanþ-)에서 유래했을 가능성 있음.                                                                   | 발드르                        | 포르세티                   | 《고 에다》, 《신 에다》, 《데인인의 사적》, 《레제 연대기》, 세트레 빗 |
| 네르투스(라틴화 게르만어: Nerthus, 게르만조어: *Nerthuz)  | 노르드어 ‘뇨르드’(Njörðr)가 서기 1세기 전후로 라틴어화 된 형태인 듯. | 언급 없음                     | 언급 없음                  | 《게르마니아》                                                          |
| 뇨룬(고대 노르드어: Njörun)                               | 북유럽의 남신 뇨르드 및 로마의 여신 네리오와 관계가 있는 것으로 추측됨.                                                                                                   | 언급 없음                     | 언급 없음                  | 《고 에다》, 《신 에다》, skaldic poetry                                |
| 노트(고대 노르드어: Nótt)                                 | “밤[夜]” | 나글파리, 안나르, 델링그      | 아우드, 요르드, 다그르     | 《신 에다》                                                             |
| 란(고대 노르드어: Rán)                                    | “도둑, 강도” | 에기르                        | 딸 아홉 명                 | 《고 에다》, 《신 에다》, 《프리드쇼프의 사가》                         |
| 린드르(고대 노르드어: Rindr)                              | ‘브린드르’(*Vrindr)와 관계가 있는 듯 | 오딘                          | 발리                       | 《고 에다》, 《신 에다》, 《데인인의 사적》                             |
| 사가(고대 노르드어: Sága)                                 | 아마도 “보는 것” | 언급 없음                     | 언급 없음                  | 《고 에다》, 《신 에다》, skaldic poetry                                |
| 산드라우디가(라틴화 게르만어: Sandraudiga)                | “모래를 붉게 물들이는 여자” | 언급 없음                     | 언급 없음                  | 브라반트 북쪽의 돌                                                      |
| 시프(고대 노르드어: Sif)                                  | “사돈지간” | 토르                          | 스루드, 울르               | 《고 에다》, 《신 에다》                                                |
| 시귄(고대 노르드어: Sigyn)                                | “승리한 애인” | 로키                          | 나르피, 발리               | 《고 에다》, 《신 에다》                                                |
| 진트군트(고대고지독일어: Sinthgunt)                       | 의견 분분함 | 언급 없음                     | 언급 없음                  | 《메르제부르크 주문서》                                                 |
| 쇼픈(고대 노르드어: Sjöfn)                                | “사랑” | 언급 없음                     | 언급 없음                  | 《신 에다》                                                             |
| 스카디(고대 노르드어: Skaði)                              | 북유럽 일대를 가리키는 ‘스칸디아’(Scandia)라는 말과 관계가 있는 듯. | 울르, 오딘, 뇨르드            | 세밍그르                   | 《고 에다》, 《신 에다》, 《윙링 그 일족의 사가》                       |
| 스노트라(고대 노르드어: Snotra)                           | “영리한 자” | 언급 없음                     | 언급 없음                  | 《신 에다》                                                             |
| 솔(고대 노르드어: Sól), 준나(고대고지독일어: Sunna)       | “태양” | 글렌                          |                            | 《고 에다》, 《신 에다》, 《메르제부르크 주문서》                       |
| 쉰(고대 노르드어: Syn)                                    | “거부” | 언급 없음                     | 언급 없음                  | 《신 에다》                                                             |
| 탄파나(라틴화 게르만어: Tanfana)                          | 불명 | 언급 없음                     | 언급 없음                  | 《게르마니아》, ‘탐파나에 사크룸’ 명문                                  |
| 스루드(고대 노르드어: Þrúðr)                              | “권력” | 언급 없음                     | 언급 없음                  | 《고 에다》, 《신 에다》, 칼레비 룬 비문                                |
| 소게르드 홀가브루드(고대 노르드어: Þorgerðr Hölgabrúðr)   | 문자 그대로 “소게르드 홀기의 신부(Bride)” | 언급 없음                     | 홀기, 더 있을 수도 있음    | 《욤스바이킹의 사가》, 《냘의 사가》, 《시어법》, 《페레잉의 사가》     |
| 바르(고대 노르드어: Vár)                                  | “사랑받는” | 언급 없음                     | 언급 없음                  | 《고 에다》, 《신 에다》                                                |
| 보르(고대 노르드어: Vör)                                  | 아마도 “사려깊은 자” | 언급 없음                     | 언급 없음                  | 《신 에다》                                                             |
| 치사                                                      | ‘티와츠’(*Tiwaz)와 관련이 있는 듯 | 언급 없음                     | 아마도 튀르                |                                                                         |

## 참고 문헌
- Bellows, Henry Adams (Trans.) (1936). The Poetic Edda. Princeton University Press.
- Barnhart, Robert K (1995). The Barnhart Concise Dictionary of Etymology. Harper Collins ISBN 0-06-270084-7
- Grimm, Jacob (James Steven Stallybrass Trans.) (1888). Teutonic Mythology: Translated from the Fourth Edition with Notes and Appendix by James Stallybrass. Volume IV. London: George Bell and Sons.
- Lindow, John (2001). Norse Mythology: A Guide to the Gods, Heroes, Rituals, and Beliefs. Oxford University Press. ISBN 0-19-515382-0
- Nordisk Familjebok (1916). Available online:
- North, Richard (1997). Heathen Gods in Old English Literature. Cambridge University Press ISBN 0-521-55183-8
- Orchard, Andy (1997). Dictionary of Norse Myth and Legend. Cassell. ISBN 0-304-34520-2
- Simek, Rudolf (2007) translated by Angela Hall. Dictionary of Northern Mythology. D.S. Brewer. ISBN 0-85991-513-1